# Ivan Schranz
Ivan Schranz (Bratislava, 13 de septiembre de 1993) es un futbolista eslovaco que juega en la demarcación de delantero para el S. K. Slavia Praga de la Liga de Fútbol de la República Checa.

## Selección nacional
Tras jugar con la selección de fútbol sub-17 de Eslovaquia, la sub-19 y la sub-21, finalmente hizo su debut con la selección absoluta el 4 de septiembre de 2020 en un partido de la Liga de Naciones de la UEFA contra República Checa que finalizó con un resultado de 1-3 a favor del combinado checo tras los goles de Vladimír Coufal, Bořek Dočkal, y de Michael Krmenčík para la República Checa, y del propio Schranz para Eslovaquia.

### Participaciones en Eurocopas
| Copa          | Sede     | Resultado        | Partidos | Goles |
| ------------- | -------- | ---------------- | -------- | ----- |
| Eurocopa 2024 | Alemania | Octavos de final | 4        | 3     |

### Goles internacionales
| # | Fecha                   | Estadio                                   | Oponente        | Gol | Resultado | Competición                         |
| - | ----------------------- | ----------------------------------------- | --------------- | --- | --------- | ----------------------------------- |
| 1 | 4 de septiembre de 2020 | Tehelné pole, Bratislava, Eslovaquia      | República Checa | 1–3 | 1–3       | Liga de Naciones de la UEFA 2020-21 |
| 2 | 7 de septiembre de 2021 | Tehelné pole, Bratislava, Eslovaquia      | Chipre          | 1–0 | 2–0       | Clasificación para el Mundial 2022  |
| 3 | 11 de octubre de 2021   | Stadion Gradski vrt, Osijek, Croacia      | Croacia         | 0–1 | 2–2       | Clasificación para el Mundial 2022  |
| 4 | 17 de junio de 2024     | Waldstadion, Fráncfort del Meno, Alemania | Bélgica         | 0–1 | 0–1       | Eurocopa 2024                       |
| 5 | 21 de junio de 2024     | Merkur Spiel-Arena, Düsseldorf, Alemania  | Ucrania         | 1–0 | 1–2       | Eurocopa 2024                       |
| 6 | 30 de junio de 2024     | Veltins-Arena, Gelsenkirchen, Alemania    | Inglaterra      | 0–1 | 2–1       | Eurocopa 2024                       |

## Clubes
| Club                          | País            | Año       | Partidos | Goles |
| ----------------------------- | --------------- | --------- | -------- | ----- |
| F. C. Petržalka               | Eslovaquia      | 2010-2011 | 31       | 6     |
| F. C. Spartak Trnava          | Eslovaquia      | 2012-2015 | 74       | 13    |
| A. C. Sparta Praga (cedido)   | República Checa | 2015      | 2        | 0     |
| F. C. Spartak Trnava          | Eslovaquia      | 2015-2017 | 50       | 13    |
| F. K. Dukla Praga             | República Checa | 2017-2019 | 45       | 9     |
| AEL Limassol F. C.            | Chipre          | 2019      | 12       | 1     |
| S. K. Dynamo České Budějovice | República Checa | 2019-2020 | 33       | 10    |
| F. K. Jablonec                | República Checa | 2020-2021 | 30       | 16    |
| S. K. Slavia Praga            | República Checa | 2021-     | 137      | 32    |

## Palmarés

### Campeonatos nacionales
| Título                               | Club               | País            | Año  |
| ------------------------------------ | ------------------ | --------------- | ---- |
| Copa de Chipre                       | AEL Limassol F. C. | Chipre          | 2019 |
| Copa de la República Checa           | S. K. Slavia Praga | República Checa | 2023 |
| Liga de Fútbol de la República Checa | S. K. Slavia Praga | República Checa | 2025 |

### Distinciones individuales
| Distinción                     | Año  |
| ------------------------------ | ---- |
| Máximo goleador de la Eurocopa | 2024 |